# 타자 (이탈리아)

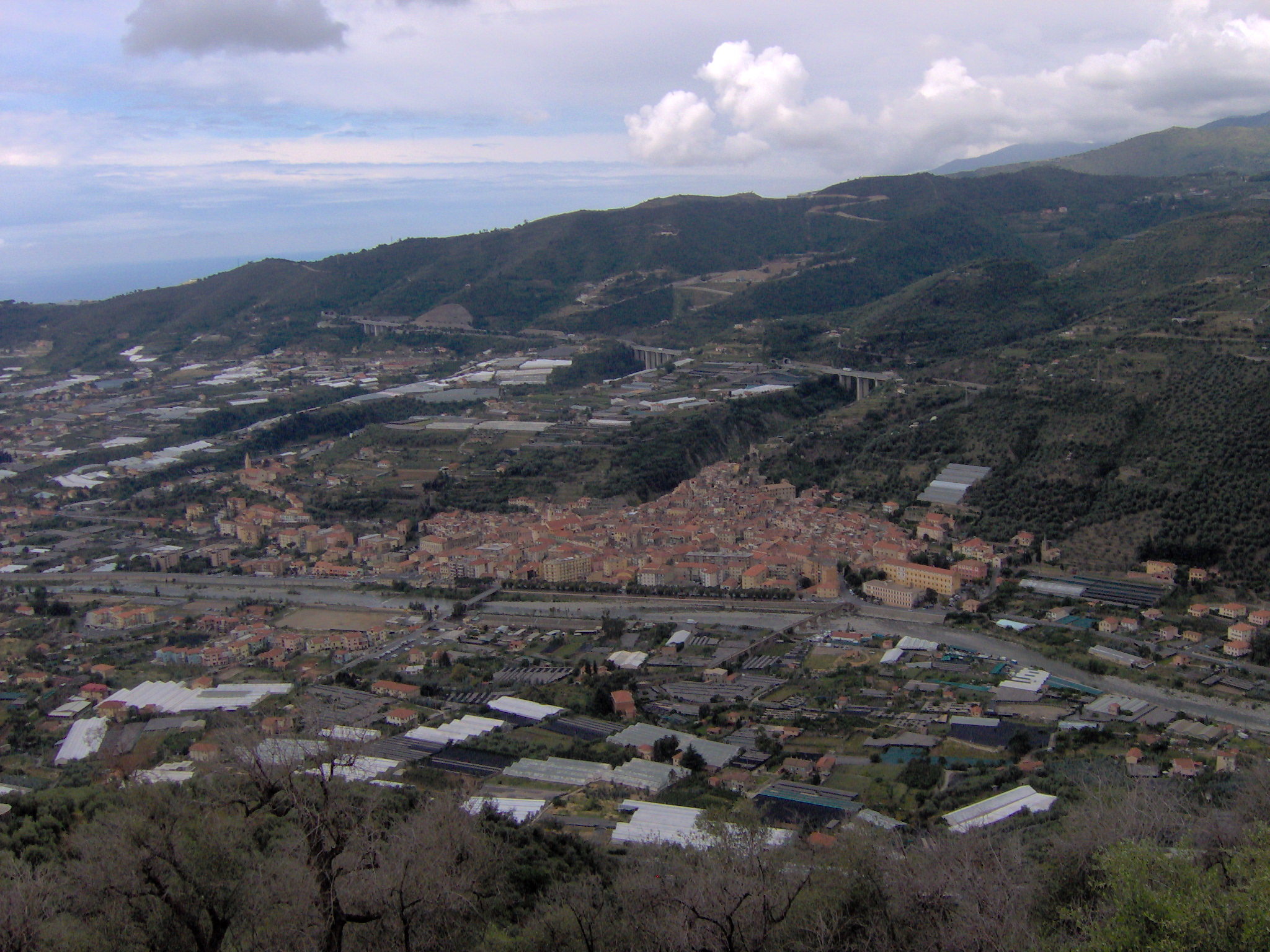

타자(Taggia)는 이탈리아 리구리아 지역의 임페리아 지방에 있는 코무네(지방 자치체)로, 제노바에서 남서쪽으로 약 110km(68마일), 임페리아에서 서쪽으로 약 15km(9마일) 떨어져 있다. 인구는 약 13,000명 정도이다.
타자는 바다루코, 카스텔라로, 세리아나, 돌체도, 피에트라브루나, 리바 리구레 및 산레모와 같은 지방 자치 단체와 접해 있다. 이탈리아의 가장 아름다운 마을 중 하나이다.

## 지리
도시는 세 부분으로 나뉜다. 타자는 아르헨티나 발레(Valle Argentina)에 위치하며 도시의 적절한 중심지로 간주될 수 있다. 바다 휴양지 아르마(Arma), 산업 지역을 포함한 레바(Levà)는 다른 중심지 사이에 위치한다. 이 마을은 임페리아시에서 약 16km 떨어진 곳에 위치해 있다.